# Línea N10 (EMT Madrid)
La línea N10 de la empresa municipal de autobuses de Madrid es una línea nocturna que conecta la Plaza de Cibeles con Palomeras.

## Características
La línea, al igual que todas las líneas nocturnas de Madrid de la red de búhos, empieza su camino en la plaza de Cibeles y sus horarios de salida de la misma coinciden con los de otras líneas para permitir el transbordo. Esta línea acaba en Palomeras, donde hace un circuito neutralizado.
La primitiva línea N10 fue creada en 1974 y unía Cibeles con Fuencarral teniendo un recorrido similar a las actuales N23 y N24. En ese momento, Vallecas disponía de la entonces línea N4.
Con la ampliación de 11 a 20 líneas de la red nocturna en 1994, la línea N10 pasó a tener el recorrido Cibeles - Colonia San Cristóbal de los Ángeles teniendo el recorrido de la actual línea N13 pasando por el paseo de las Delicias y la calle Batalla del Salado en Arganzuela. En este momento, el recorrido actual de la N10 estaba cubierto con la entonces línea N9.
Recibe su recorrido actual en 2002 con la ampliación de 20 a 24 líneas de la red nocturna de la ciudad.

## Horarios
| Domingos a jueves y festivos           |                     |                     |                     |                     |                     |                     |                     |                     |                     |                     |                     |                     |                     |                     |                     |
| Cibeles > Palomeras                    | Cibeles > Palomeras | Cibeles > Palomeras | Cibeles > Palomeras | Cibeles > Palomeras | Cibeles > Palomeras | Cibeles > Palomeras | Cibeles > Palomeras | Palomeras > Cibeles | Palomeras > Cibeles | Palomeras > Cibeles | Palomeras > Cibeles | Palomeras > Cibeles | Palomeras > Cibeles | Palomeras > Cibeles | Palomeras > Cibeles |
| 00                                     | 01                  | 02                  | 03                  | 04                  | 05                  | 06                  | 07                  | 23                  | 00                  | 01                  | 02                  | 03                  | 04                  | 05                  | 06                  |
| 00 35                                  | 10 45               | 20 55               | 30                  | 05 40               | 15                  |                     |                     | 25                  | 00 35               | 10 45               | 20 55               | 30                  | 05 40               | 15 50               |                     |
| Viernes, sábados y vísperas de festivo |                     |                     |                     |                     |                     |                     |                     |                     |                     |                     |                     |                     |                     |                     |                     |
| Cibeles > Palomeras                    | Cibeles > Palomeras | Cibeles > Palomeras | Cibeles > Palomeras | Cibeles > Palomeras | Cibeles > Palomeras | Cibeles > Palomeras | Cibeles > Palomeras | Palomeras > Cibeles | Palomeras > Cibeles | Palomeras > Cibeles | Palomeras > Cibeles | Palomeras > Cibeles | Palomeras > Cibeles | Palomeras > Cibeles | Palomeras > Cibeles |
| 00                                     | 01                  | 02                  | 03                  | 04                  | 05                  | 06                  | 07                  | 23                  | 00                  | 01                  | 02                  | 03                  | 04                  | 05                  | 06                  |
| 00 20 40                               | 00 15 30 45         | 00 15 30 45         | 00 15 30 45         | 00 15 30 45         | 00 15 30 45         | 15                  | 00                  | 30 50               | 10 25 40 55         | 10 25 40 55         | 10 25 40 55         | 10 25 40 55         | 10 25 40 55         | 10 30 50            | 15                  |
| Sólo sábados y vísperas de festivo     |                     |                     |                     |                     |                     |                     |                     |                     |                     |                     |                     |                     |                     |                     |                     |

## Recorrido y paradas

### Sentido Palomeras
| Código | Parada                                  | Común con                          | Conexiones con Metro y Cercanías | Otros |
| ------ | --------------------------------------- | ---------------------------------- | -------------------------------- | --- |
| 5443   | CIBELES-AYUNTAMIENTO                    | N9 N11 N25                         | Banco de España                  | Líneas N1, N2, N3, N4, N5, N6, N7, N8, N9, N10, N11, N12, N13, N14, N15, N16, N17, N18, N19, N20, N21, N22, N23, N24, N25, N26 y Exprés Aeropuerto (N27) |
| 77     | Neptuno                                 | N9 N11 N12 N13 N14 N15 N17 N25 N26 |                                  | |
| 79     | Museo del Prado-Jardín Botánico         | N9 N11 N12 N13 N14 N15 N17 N25 N26 |                                  | |
| 81     | Prado-Atocha                            | N9 N11 N12 N13 N14 N15 N17 N25 N26 | Estación del Arte                | N401 N402 N403 N801 N805 N806 N807 |
| 1401   | Estación de Atocha                      | N9 N11 N13 N25                     | Atocha                           | NC1 NC2 N802 N803 N804 |
| 1404   | Metro Menéndez Pelayo                   | N25                                | Menéndez Pelayo                  | |
| 1408   | Pacífico                                | N25                                | Pacífico                         | |
| 2058   | Puente de Vallecas                      | N25                                | Puente de Vallecas               | |
| 1001   | Junta Municipal Puente de Vallecas      | N25                                |                                  | |
| 1003   | Nueva Numancia                          | N25                                | Nueva Numancia                   | |
| 2561   | Avenida de la Albufera-Sierra del Cadi  |                                    |                                  | |
| 2563   | Arroyo del Olivar-Carlos Martín Álvarez |                                    |                                  | |
| 1103   | Carlos Martín Álvarez-Javier de Miguel  |                                    |                                  | |
| 1105   | Javier de Miguel-Payaso Fofó            |                                    |                                  | |
| 2095   | Javier de Miguel-San Anselmo            |                                    |                                  | |
| 2097   | Javier de Miguel-Puerto Velate          |                                    |                                  | |
| 3301   | Buenos Aires-Pedro Laborde              |                                    |                                  | |
| 2070   | Buenos Aires-Palomeras                  |                                    |                                  | |
| 2072   | Pedro Laborde-Palomeras                 |                                    |                                  | |
| 2075   | Pablo Neruda-Avenida de Paloneras       |                                    |                                  | |
| 2077   | Extremeños                              |                                    |                                  | |
| 2082   | Aragoneses                              |                                    |                                  | |
| 3346   | Biblioteca Miguel Hernández             |                                    |                                  | |
| 3344   | Metro Miguel Hernández                  |                                    | Miguel Hernández                 | |
| 2533   | Rafael Alberti-San Claudio              |                                    |                                  | |
| 2527   | PALOMERAS (C/ Andaluces)                |                                    |                                  | |

### Sentido Plaza de Cibeles
| Código | Parada                                 | Común con                          | Conexiones con Metro y Cercanías | Otros |
| ------ | -------------------------------------- | ---------------------------------- | -------------------------------- | --- |
| 2527   | PALOMERAS (C/ Andaluces)               |                                    |                                  | |
| 2523   | Pablo Neruda-Malgrat de Mar            |                                    |                                  | |
| 2521   | Malgrat de Mar                         |                                    |                                  | |
| 5056   | Federación Madrileña de Fútbol         |                                    |                                  | |
| 2519   | Benjamín Palencia-Humanes              |                                    |                                  | |
| 2517   | Pío Felipe-Benjamín Palencia           |                                    |                                  | |
| 2515   | Buenos Aires                           |                                    | Buenos Aires                     | |
| 1008   | Portazgo-Estadio de Vallecas           | N25                                | Portazgo                         | |
| 1006   | Avenida de la Albufera-Sierra del Cadi | N25                                |                                  | |
| 1004   | Nueva Numancia                         | N25                                | Nueva Numancia                   | |
| 1002   | Junta Municipal Puente de Vallecas     | N25                                |                                  | |
| 4864   | Puente de Vallecas                     | N25                                | Puente de Vallecas               | |
| 1409   | Pacífico                               | N25                                | Pacífico                         | |
| 1405   | Metro Menéndez Pelayo                  | N25                                | Menéndez Pelayo                  | |
| 2178   | Museo de Antropología                  | N9 N25                             | Atocha                           | NC1 NC2 N802 N803 N804 |
| 82     | Prado-Atocha                           | N9 N11 N12 N13 N14 N15 N17 N25 N26 | Estación del Arte                | N401 N402 N403 N801 N805 N806 N807 |
| 5511   | Museo del Prado-Jardín Botánico        | N9 N11 N12 N13 N14 N15 N17 N25 N26 |                                  | |
| 78     | Neptuno                                | N9 N11 N12 N13 N14 N15 N17 N25 N26 |                                  | |
| 5443   | CIBELES-AYUNTAMIENTO                   | N9 N11 N25                         | Banco de España                  | Líneas N1, N2, N3, N4, N5, N6, N7, N8, N9, N10, N11, N12, N13, N14, N15, N16, N17, N18, N19, N20, N21, N22, N23, N24, N25, N26 y Exprés Aeropuerto (N27) |